# Durban United FC
El Durban United FC fue un equipo de fútbol de Sudáfrica que jugó en la NFL, la desaparecida primera división nacional.

## Historia
Fue fundado en el año 1959 en la ciudad de Durban y en 1970 se fusiona con el Durban Spurs para crear al Durban Spurs United, pero poco tiempo después el equipo pasó a ser el Durban United FC.
Participó en 16 temporadas de la NFL desde 1959 hasta la desaparición de la liga en 1977, ganando la Castle Cup en 1972. En 1978 pasaría a jugar en la Federation Professional League con el nombre Suburbs United y desapareció al finalizar la temporada.

## Palmarés
- Castle Cup: 1

1972

## Entrenadores
- Calvin Palmer (1972-73)
- Bill Williams (1973-¿?)